# Ҥ
Ҥ ҥ (itálico: Ҥ ҥ) é uma letra cirílica utilizada apenas por línguas não eslavas, é uma ligadura tipográfica da letra Н com a letra Г, ainda assim ela é apresentada como uma letra separada pela maioria das línguas em que ela está, normalmente representa um som igual ao nh do português.